# Brigitte Handschick
Brigitte Handschick, geborene Grabowski (* 14. Juli 1939 in Berlin; † 26. September 1994 ebenda), war eine deutsche Malerin und Grafikerin. Zusammen mit Christa und Lothar Böhme, Manfred Böttcher, Dieter Goltzsche, Wolfgang Leber, Harald Metzkes, Klaus Roenspieß und Hans Vent zählte sie seit den 1960er Jahren zur Berliner Schule.

## Leben
Nach dem Schulbesuch in Berlin-Mitte von 1945 bis 1956 arbeitete Handschick als Komparsin an der Komischen Oper Berlin. Von 1957 bis 1961 studierte sie an der Meisterschule für das Kunsthandwerk in Berlin-Charlottenburg in der Fachrichtung Ausstellungsgestaltung bei Heinz Weißbrich und Günter Scherbarth. Ihre Kommilitonen waren Christa Krefft (später Böhme), Lothar Böhme und Wolfgang Leber. Nach dem Bau der Berliner Mauer im August 1961 musste sie das Studium in West-Berlin abbrechen. Seit 1961 war sie freiberuflich als Malerin, Grafikerin und Buchillustratorin in Ost-Berlin tätig. 1966 heiratete sie den Grafiker und Buchillustrator Heinz Handschick.. Beide lebten und arbeiteten seitdem in Berlin-Altglienicke. 1971 wurde Handschick Mitglied im Verband Bildender Künstler der DDR (VBK). Von 1987 bis 1990 hatte sie einen Lehrauftrag an der Fachschule für Werbung und Gestaltung in Berlin-Schöneweide.
Brigitte Handschick starb nach langer Krankheit. Teile des schriftlichen Nachlasses befinden sich in der Sächsischen Landesbibliothek und in der Staats- und Universitätsbibliothek Dresden.

## Bildnerische Darstellung Brigitte Handschicks
- Christian Borchert: Brigitte Handschick (Fotografie, 1982)[2]

## Werk
Brigitte Handschick zählte mit Christa und Lothar Böhme, Manfred Böttcher, Dieter Goltzsche, Wolfgang Leber, Harald Metzges, Klaus Roenspieß und Hans Vent zur Berliner Schule der Nachkriegsjahre. In ihren Gemälden und Aquarellen widmete sich Handschick hauptsächlich den Landschaften an der Peripherie der Großstadt. In einer reduzierten Farbigkeit, in der Schwarztöne vorherrschen, und einer durchstrukturierten Pinselführung machte Handschick in ihren Arbeiten Zusammenhänge von Raum, Zeit und Vergänglichkeit sichtbar. Das Naturerlebnis war der Ausgangspunkt ihrer Malerei. Neben Stadtlandschaften entstanden Stillleben und Interieurs. Aquarelle und Gemälde tragen Titel wie „Vorfrühling“, „Weg zur Straßenbahn“, „Garten des Schusters“ oder „Terrasse“. „Handschicks Kunst bezieht ihre Spannung aus der Stille, sie bleibt im Ausdruck stets verhalten“ (Heidemarie Otto zur Personalausstellung Handschicks im Staatlichen Museum Schwerin 1990).
„Das lyrisch subjektivierte, integre Motiv, die Beschränkung des Erfahrungs- und Darstellungsbereichs auf das Nahe, Persönliche ermöglichten eine Abgrenzung von jeglicher Programmmalerei, der des Sozialistischen Realismus und auch einer modifizierten oder alternativen Programmatik.“

## Öffentlichen Sammlungen und Museen mit Werken Brigitte Handschicks (unvollständig)
- Beeskow: Kunstarchiv Beeskow

- Berlin: Märkisches Museum[4]
- Berlin: Stiftung Stadtmuseum Berlin[5]
- Berlin: Berlinische Galerie
- Berlin: Kommunale Kunstsammlung Pankow
- Weimar: Staatliche Kunstsammlungen zu Weimar
- Schwerin: Staatliches Museum Schwerin
- Neubrandenburg: Kunstsammlung Neubrandenburg

## Werke (Auswahl)

### Malerei (Auswahl)
- Am Teltowkanal Altglienicke (Öl, 70 × 80 cm, 1978; Nationalgalerie Berlin)[6]

- Choreografin Emöke Pöstényi (Öl/Acryl auf Leinwand, 150 × 120 cm, 1990; Kunstarchiv Beeskow)[7]

- Selbstporträt[8]

- Malchow I (Aquarell, 34 × 46 cm, 1989)[9]

- Malchower Dorfanger (Öl, 27 × 36 cm, 1989)[10]

- Feld mit Kirche (Öl, 27 × 36 cm, 1989)[11]

### Buchillustrationen (Auswahl)
- Alfred Margul-Sperber: Verzaubertes Wort. Gedichte. Verlag der Nation, Berlin, 1977

- Theodor Storm: Bulemanns Haus und andere Geschichten. Der Kinderbuchverlag, Berlin 1982.

## Ausstellungen (unvollständig)

### Einzelausstellungen
- 1966: Brigitte Handschick, Antiquariat Kathanna Becker, Weimar
- 1974: Brigitte Handschick, Galerie am Prater, Ost-Berlin
- 1977: Brigitte Handschick, Klubgalerie Magdeburg (mit Rolf Händler)
- 1978: Brigitte Handschick, Kleine Galerie im Klub Bertolt Brecht, Schwedt
- 1980: Brigitte Handschick, Galerie im Turm, Ost-Berlin
- 1987–88: Brigitte Handschick. Zeichnungen, Studio Bildende Kunst, Ost-Berlin
- 1988: Brigitte Handschick. Gouachen, Aquarelle, Zeichnungen, Torgalerie, Neubrandenburg
- 1990: Brigitte Handschick. Gemälde & Aquarelle, Staatliches Museum, Schwerin
- 1996: Brigitte Handschick, Galerie am Wasserturm, Berlin
- 2009: Brigitte Handschick. Malerei (Ausstellung zum 70. Geburtstag), Galerie Forum Amalienpark, Berlin
- 2021: Brigitte Handschick noRETURn, Putjatinhaus, Dresden[12]

### Gruppenausstellungen
- 1972: Köpenicker Pädagogenklub, Ost-Berlin
- 1975: Deutsche bildende Künstlerinnen von der Goethezeit bis zur Gegenwart, Staatliche Museen zu Berlin, Nationalgalerie, West-Berlin
- 1974, 1975 und 1976: Berliner Grafik, Berlin, Galerie im Prater
- 1977: Berliner Kunstausstellung des VBK, Ost-Berlin
- 1977: VIII. Kunstausstellung der DDR, Dresden
- 1977: Das Aquarell in 5 Jahrhunderten, Weimar
- 1977: Ausgewählte Aquarelle von Künstlern der DDR, Galerie am Sachsenplatz, Leipzig
- 1979: Kunstausstellung der DDR zu den Berliner Tagen in Moskau,
- 1979: Berlin im Bild, Galerie am Prater, Ost-Berlin
- 1979: Kinder, Tiere, Zirkus, Galerie Mitte, Ost-Berlin
- 1979: Buchillustrationen in der DDR, Berlin
- 1979: Berliner Kunstausstellung des VBK
- 1980 Portraitausstellung, Galerie Mitte, Ost-Berlin
- 1981: Kunstpavillon Heringsdorf (mit Wolfgang Leber und Wulff Sailer)
- 1982/1983: IX. Kunstausstellung der DDR, Dresden
- 1983: Portraitausstellung, Galerie am Prater, Ost-Berlin
- 1983: Handzeichnungen Berliner und Magdeburger Künstler, Galerie im Turm, Ost-Berlin
- 1983: Berliner Kunstausstellung des VBK
- 1985–86: DDR-Künstlerinnen. Malerei, Plastik, Grafik, Stuttgart; Bremen
- 1987: hommage à 7 peintres de R. D. A.; mit Christa Böhme, Lothar Böhme, Dieter Goltzsche, Wolfgang Leber, Rolf Lindemann und Hans Vent, Bordeaux,  Galerie des beaux-arts
- 1987/1988: X. Kunstausstellung der DDR, Dresden
- 1990: Treptower Künstler, Schloss Briz, Berlin
- 2018: Die Schönheit der großen Stadt. Bilder von Gaertner bis Fetting, Ephraim-Palais, Berlin
- 2018: Wieder im Licht III, Inselgalerie, Berlin (mit Christa Böhme und Brigitte Fugmann)

## Werkdokumentation
- Brigitte Handschick. Zeichnungen, Faltblatt zur Ausstellung. Studio Bildende Kunst, Berlin (DDR) 1987.
- Brigitte Handschick. Gouachen, Aquarelle, Zeichnungen, Faltblatt zur Ausstellung. Torgalerie, Neubrandenburg 1988.
- Brigitte Handschick. Gemälde & Aquarelle. Leporello mit einem Text von Heidemarie Otto, den biografischen Daten und 7 Schwarz-Weiß-Abbildungen von Gemälden. Staatliches Museum, Schwerin 1990.
- Brigitte Handschick. Märkische Landschaften. Reinhard Stangl, Hans-Joachim Weichardt. Landesvertretung Brandenburg, Bonn, 1993.